# Lê Doãn Hợp
Lê Doãn Hợp (sinh ngày 22 tháng 2 năm 1951) là chính trị gia Việt Nam, ông từng là ủy viên Ban chấp hành Trung ương Đảng Cộng sản Việt Nam khóa IX, X, Bộ trưởng Bộ Thông tin và Truyền thông Việt Nam, đại biểu Quốc hội Việt Nam khóa XI, XII, trưởng đoàn đại biểu Quốc hội tỉnh Nghệ An.

## Tiểu sử và quá trình công tác
Lê Doãn Hợp sinh ngày 22 tháng 2 năm 1951 tại xã Nghi Liên, thành phố Vinh, tỉnh Nghệ An. Ông tốt nghiệp Đại học Tại chức ngành Tuyên huấn, tiến sĩ hệ cử tuyển (ngành Kinh tế chính trị), cao cấp về lý luận chính trị. Gia nhập Đảng Cộng sản Việt Nam ngày 24 tháng 9 năm 1970. Ông từng giữ các chức vụ Phó Bí thư Tỉnh ủy Nghệ An, Chủ tịch UBND tỉnh Nghệ An, Bí thư Tỉnh ủy Nghệ An, Phó trưởng ban Thường trực Ban Tư tưởng Văn hóa Trung ương.
- Ngày 28 tháng 6 năm 2006: kỳ họp thứ 9, Quốc hội khóa XI đã phê chuẩn quyết định của Thủ tướng Nguyễn Tấn Dũng bổ nhiệm ông làm bộ trưởng Bộ Văn hóa thông tin thay cho ông Phạm Quang Nghị.
- Ngày 2 tháng 8 năm 2007: Sau khi chính phủ của thủ tướng Nguyễn Tấn Dũng sáp nhập Bộ Bưu chính - Viễn thông với mảng báo chí, xuất bản của Bộ Văn hóa - Thông tin thành Bộ Thông tin và Truyền thông, ông được bổ nhiệm làm Bộ trưởng.

## Quan điểm về thông tin báo chí
Từ khi lên nhậm chức Bộ trưởng Bộ Văn hóa Thông tin tháng 7 năm 2006 đến nay, ông Lê Doãn Hợp luôn dành sự quan tâm đặc biệt tới công tác báo chí. Trong bài viết "Quản lý báo chí trong sự nghiệp đổi mới đất nước hiện nay" của ông đăng trên Tạp chí Cộng sản số 11 tháng 7 năm 2007, ông đã thể hiện rõ sự không hài lòng về cách đưa tin của báo chí Việt Nam hiện nay và ông cũng đã đề ra những công tác quản lý và cải cách báo chí trong thời gian sáp tới. Bên cạnh đó, trong một bài trả lời phỏng vấn báo tuổi trẻ sau khi lên nhậm chức Bộ trưởng Bộ Thông tin và Truyền thông tháng 8 năm 2007, ông Hợp cũng đã nói rõ ràng "Tôi hạn chế việc đứng ngoài báo chí để quản lý báo chí". Với những động thái trên của ông đã báo hiệu một phong cách làm việc mới của người đứng đầu Bộ Thông tin và Truyền thông.
Ông Lê Doãn Hợp cũng nói đến khái niệm "lề bên phải" cho báo chí Việt Nam, cụ thể ông ví việc đưa tin của báo chí phải giống như người đi đường chấp hành đúng luật giao thông là đi theo lề bên phải, đồng thời hứa hẹn sẽ cố gắng tạo ra một lề bên phải cho các nhà báo đi. Hầu như toàn bộ giới trí thức trong và ngoài nước đã phản đối. Giáo sư Ngô Bảo Châu, trên Blog của mình và được BBC, Vietnamnet dẫn lại, ông đã phát biểu: "Bám theo lề là việc của con cừu. Không phải là việc của con người tự do", cho rằng việc phải "đi theo lề bên phải" sẽ hạn chế quyền tự do tiếp cận thông tin của người dân Việt Nam.